# Bill Pearl
Pour les articles homonymes, voir Pearl.
William Arnold Pearl dit Bill Pearl (né le 31 octobre 1930 à Prineville dans l'Oregon et mort le 14 septembre 2022 à Phoenix (Oregon)) est un culturiste américain, en activité dans les années 1950 et 60. 
Il a remporté de nombreux titres et récompenses, dont cinq fois le titre Mr Univers, ainsi que la nomination « Homme le mieux bâti du siècle ». Il est devenu un entraîneur expert et auteur spécialisé de musculation.

## Biographie
Bill Pearl naît le 31 octobre 1930 à Prineville dans l'Oregon. Il connaît sa première grande victoire en 1953 en s'imposant au concours Mr Univers amateur (face notamment à Sean Connery, âgé à l'époque de 23 ans). Il prend sa retraite en 1971, après avoir remporté une dernière fois le titre de Mr Univers, face aux superstars Frank Zane, Reg Park et Sergio Oliva. En tout, il remporte en 18 ans d'activité cinq fois le titre de Mr Univers, ce qui est sans précédent à l'époque.
Il est le premier culturiste professionnel à publier des livres spécialisés sur le culturisme. Il est également le premier culturiste à rythmer ses séances de poses et ses démonstrations par de la musique. Il est aussi connu pour reprendre les poses d'Eugen Sandow, l'inventeur du culturisme. Fausse moustache, justaucorps, feuille de vigne, fond de décor de la fin du XIXe siècle, tout est mis en œuvre pour reproduire le plus fidèlement possible l'ambiance de l'époque. Leo Stern, l'entraîneur de Pearl, mettait en œuvre des méthodes d'entraînement assez "originales", comme lui faire absorber de la crème pour favoriser la prise du poids, ce qui semble avoir fonctionné avec Pearl, au vu de son corps puissant. Pearl est aussi célèbre pour ses démonstrations d'homme fort, capable de déchirer des plaques d'immatriculation, de tordre de gros clous, d'écraser une bouteille remplie d'eau ou de soulever jusqu'à 225 kg au développé couché.
Il est l'auteur du livre Getting Stronger: Weight Training for Men and Women, cahier d'exercices très populaire et vendu à plus de 350 000 exemplaires aux États-Unis et traduit dans quatre langues, dont le chinois. Son livre Keys To The Inner Universe est encore aujourd'hui considéré comme une référence par les culturistes. Il contient 1 500 exercices et pèse plus de 2 kilos. Il est largement utilisé par des athlètes professionnels, des entraîneurs et des culturistes sérieux et a été vendu à plus de 60 000 exemplaires.
Dans les années 1970 et 1980, Bill Pearl a sa propre rubrique mensuelle de questions et réponses intitulée Pearl of the Universe dans le magazine de musculation MuscleMag International (en) ainsi que dans le magazine Muscle Builder (devenu plus tard Muscle & Fitness), intitulée Wisdom of Pearl.
En 2003, Pearl publie - en collaboration avec Kim Shott - son autobiographie Beyond the Universe: The Bill Pearl Story.
Pearl devient végétarien à l'âge de 39 ans et est le culturiste végétarien le plus connu. Le régime de Bill est lacto-ovo végétarien, ce qui signifie qu'il mange des œufs et des produits laitiers.
Au cours des années 1980, Pearl est le mentor, l'entraîneur et le partenaire d'entraînement de certains des meilleurs professionnels en activité à l'époque, parmi lesquels Chris Dickerson, Mr. Olympia.

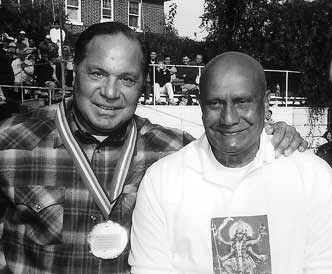
Bill Pearl et Sri Chinmoy.

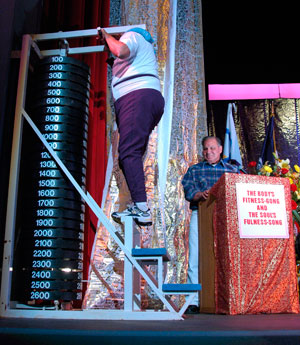
Bill Pearl (à droite) à la cérémonie de lever de poids de Sri Chinmoy en 2004.

En juin 1988, Bill Pearl joue le rôle de maître de cérémonie pour le troisième anniversaire de l'haltérophilie de Sri Chinmoy, à New York. À cette occasion, Sri Chinmoy, en conclusion de sa prestation, soulève Bill Pearl d'un seul bras, soit plus de 100 kg. En novembre 2004, Bill Pearl joue à nouveau le rôle de maître de cérémonie pour les célébrations de l'haltérophilie de Sri Chinmoy, toujours à New York. En 2004, Pearl reçoit le prix Arnold Schwarzenegger Classic Lifetime Achievement pour son influence importante sur le monde de la musculation.
En 2011, Bill Pearl apparaît dans le documentaire Challenging Impossibility décrivant sa présentation des célébrations de la force 2004 par Sri Chinmoy, enseignant spirituel et défenseur de la paix. Le film est une sélection officielle de Tribeca Film Festival en 2011.
Bill Pearl mesure 1,75 m. Il s'est installé à Phoenix dans l'Oregon.

## Palmarès
1952
- Mr San Diego (San Diego, Californie) : 3e
- Mr Oceanside (Oceanside, Californie) : 1er

1953
- Mr Californie du Sud (Los Angeles, Californie) : 1er
- Mr Californie (Los Angeles, Californie) : 1er
- AAU Mr America (Indianapolis, Indiana) : 1er
- NABBA Mr Univers Amateurs (Londres, Angleterre) : 1er

1956
- Mr USA Professionnel (Los Angeles, Californie)
- NABBA Mr Univers Pro, catégorie Grande Taille (Londres, Angleterre)

1961
- NABBA Mr Univers Professionnels (Londres, Angleterre)

1967
- NABBA Mr Univers Professionnels (Londres, Angleterre)

1971
- NABBA Mr Univers Professionnels (Londres, Angleterre)

1974
- WBBA World's Best Built Man (New York)

1978
- Entrée dans le WBBA Hall of Fame (New York, New York)
- Élu président national du Comité des juges professionnel de culturisme de l'IFBB (Acapulco, Mexique)

1988
- Entrée dans le Pioneers of Fitness Hall of Fame

1992
- Entrée dans le Gold’s Gym Hall of Fame

1994
- Invité d'honneur de la 12e réunion annuelle de l'Association of Oldetime Barbell & Strongmen
- Entrée dans Le Joe Weider Hall of Fame

1995
- Récompense de l'AAU pour l'ensemble de sa carrière
- Temple de la renommée de la fondation Oscar Heidenstam

1996
- Temple de la renommée de la Fédération américaine de force athlétique

1997
- Homme de l'année (Association internationale de chiropraticiens de Sports & Fitness)

1999
- Entrée dans le Temple de la renommée de l'IFBB[11]

2000
- Prix Spirit of Muscle Beach

2001
- Prix d'excellence World Gym
- Prix d'excellence de la Society of Weight-Training Injury Specialists

2002
- Prix d'excellence canadien pour les 60 ans et plus d'inspiration pour l'industrie
- Prix d'excellence du National Fitness Trade Journal

2003
- Prix d'excellence du magazine Peary & Mabel Radar

2004
- Prix d'excellence Arnold Schwarzenegger

2006
- Récompense PDI Night of Champions Lifetime Achievement[12],[13]

## Publications
- Au-delà de l'Univers – autobiographie de Loi Pearl
- Mise en Forme : 32 programmes d'entraînement pour une vie de remise en forme
- Se remettre en Forme : 32 programmes d'entraînement pour une vie de remise en forme
- De plus en Plus forts : L'entraînement avec des poids pour les hommes et les femmes
- De plus en Plus forts : L'entraînement avec des poids pour les hommes et les femmes (édition révisée)
- Les clés de l'Univers intérieur

## Vidéos
- « Perles de Sagesse - Bill Pearl une légende du culturisme » (DVD, 150 minutes)
- « Bill Pearl & Dave Draper Séminaire » (DVD, 75 minutes)